# Nummis församling
Nummis församling var en självständig evangelisk-luthersk församling i Nummis i landskapet Nyland i södra Finland. Församlingen var en kapellförsamling till Lojo församling under 1600-talet och blev självständig i 1887. Församlingens förste kyrkoherde hette Berndt Wilhelm Sjöroos. Kapellförsamlingens sista kaplan hette Karl Erenius som verkade i församlingen 1839–1851 och 1867–1873.
När Nummis och Pusula kommuner slogs samman 1981, bildades Nummis och Pusula kyrkliga samfällighet. År 2013 upphävdes de kyrkliga samfälligheten och församlingarna blev en del av Lojo församling som områdesförsamlingar. Den självständiga Nummis församling upphävdes. Samma år blev också Nummi-Pusula kommun en del av Lojo stad.
Först hörde Nummis församling till Åbo ärkestift och senare till Helsingfors stift. Församlingens huvudkyrka var Nummis kyrka.

## Historia
Nummis församling blev en självständig församling och tredje klassens kejserliga församling år 1887. Tidigare hade Nummis kapellförsamling försökt att bli självständig från Lojo församling några gånger utan att lyckas. I slutet av 1850-talet hade invånarantalet i Nummis ökat till 2 500, vilket gav socken goda förutsättningar att anställa en egen kyrkoherde.
Att församlingen var en kejserlig församling innebar att nummisborna inte själva kunde välja kyrkoherde. Kyrkoherden valdes i valet i vilket röstarens förmögenhet avgjorde hur många röster en person kunde avlägga. Efter röstningen föreslog domkapitlet till Finlands senat att valets vinnare skulle bli kyrkoherde. Finlands senat däremot föreslog ärendet till kejsaren i Kejsardömet Ryssland.
Förutom finskspråkiga gudstjänster firade man även svenskspråkiga gudstjänster sex gånger per år i kapellförsamlingen.
Finlands senat tog ett slutgiltigt beslut om att Nummis församling skulle avskiljas från Lojo församling i plenum den 9 mars 1863. Det enda villkoret var att den dåvarande kyrkoherden i Lojo församling måste avgå eller dö innan avskedet trädde i kraft. Lojo församlings kyrkoherde avled år 1887 och det var då Nummis fick välja sin egen kyrkoherde.
Nummis församling fick en egen kyrkofullmäktige enligt den nya kyrkolagen den 18 december 1921. Församlingens kyrkofullmäktige hade 12 medlemmar.

## Kyrkoherdar
Lista över kyrkoherdar i Nummis församling 1887–2012
| Namn                                     | År        |
| ---------------------------------------- | --------- |
| Benrndt Wilhelm Sjöroos                  | 1887–1889 |
| Viktor Emil Ahlstedt (vikarie)           | 1887–1889 |
| Viktor Emil Ahlstedt                     | 1891–1896 |
| Johan Oskar Levänen (tjänsteförrättande) | 1896–1898 |
| Johan Oskar Kättö                        | 1898–1899 |
| Gustaf Alfred Nyholm                     | 1899–1919 |
| Kustaa Alfred Mäkinen                    | 1920–1951 |
| Lauri Halttunen                          | 1952–1955 |
| Rafael Toivonen                          | 1956–1960 |
| Kaarlo Kuosmanen                         | 1963–1967 |
| Heikki Savola                            | 1968      |
| Kosti Laitinen                           | 1970–1971 |
| Pekka Vihma                              | 1972–1981 |
| Alpi Saloranta                           | 1982–2002 |
| Erkki Kuusanmäki                         | 2004–2012 |